# Râpa lui Tofan
Râpa lui Tofan este un monument al naturii de tip geologic sau paleontologic în raionul Călărași, Republica Moldova. Este amplasat la marginea vestică a satului Vălcineț. Are o suprafață de 5 ha. Obiectul este administrat de Întreprinderea Agricolă „Vălcineț”.